# Giripurno (Ngadirejo)
Giripurno is een bestuurslaag in het regentschap Temanggung van de provincie Midden-Java, Indonesië. Giripurno telt 4333 inwoners (volkstelling 2010).